# Journal of Cardiovascular Pharmacology
Journal of Cardiovascular Pharmacology is een internationaal, aan collegiale toetsing onderworpen wetenschappelijk tijdschrift op het gebied van de cardiologie.
De naam wordt in literatuurverwijzingen meestal afgekort tot J. Cardiovasc. Pharmacol.
Het wordt uitgegeven door Lippincott Williams & Wilkins en verschijnt maandelijks.
Het eerste nummer verscheen in 1979.